# Democracia: o Deus que falhou
Democracia: O Deus que Falhou é um livro de 2001 escrito por Hans-Hermann Hoppe contendo treze ensaios sobre democracia e seus desdobramentos. Passagens do livro se opõem ao sufrágio universal e favorecem as "elites naturais". O livro ajudou a popularizar Hoppe na direita.
Hoppe é um economista alemão que foi professor na Universidade de Nevada, em Las Vegas. Ele é membro associado do Mises Institute, um think tank libertário.

## Resumo
No livro, Hoppe argumenta que a democracia é uma das causas do declínio civilizacional. O livro "examina as democracias modernas à luz de vários fracassos evidentes" que, na opinião de Hoppe, incluem o aumento das taxas de desemprego, a expansão do níveis de dívida pública e os sistemas de seguridade social insolventes. Ele atribui os fracassos da democracia aos grupos de pressão que procuram o aumento das despesas do governo, mais regulamentações e impostos cobrados pelo governo e em contra-partida faltam contra-medidas para eles. As soluções potenciais que ele discute incluem a secessão, "mudança de controle sobre a riqueza nacionalizada de um governo central maior para um governo regional menor" e "introdução de total liberdade de contrato, ocupação, comércio e migração".
Hoppe caracteriza a democracia como "governo de propriedade pública" e quando a compara com a monarquia - "governo de propriedade privada" - conclui que esta última é preferível; no entanto, Hoppe pretende mostrar que tanto a monarquia como a democracia são sistemas deficientes em comparação com a sua estrutura preferida para o avanço da civilização - algo que ele chama de ordem natural, um sistema livre de impostos e de monopólio coercivo no qual as jurisdições competem livremente por seus adeptos. Em sua introdução, ele lista outros nomes usados em outros lugares para se referir a este conceito de "ordem natural", incluindo "anarquia ordenada", "anarquismo de propriedade privada", "anarco-capitalismo", "autogoverno", "sociedade de direito privado", e “capitalismo puro”.
O título da obra é uma alusão a The God that Failed, uma obra de 1949 na qual seis autores que anteriormente defendiam opiniões comunistas descrevem a sua experiência e subsequente desilusão com o comunismo.

## Receptividade
O livro ajudou a popularizar Hoppe na extrema direita, particularmente uma seção do livro que pedia a expulsão de rivais políticos. Questionado pelo The Intercept em 2021 sobre o uso de sua imagem e possível alusão em memes de extrema direita da Internet que remetem ao assassinato político, Hoppe respondeu que a pergunta era ignorante, dizendo: "Tenho sido um defensor intelectual do direito de propriedade privada, dos mercados livres, da liberdade de contrato e de associação, e paz" e "O que eu sei? Há muitos loucos por aí!"
Walter Block, um colega de Hoppe no Mises Institute, revisou o livro no The American Journal of Economics and Sociology e escreveu sobre a obra uma crítica extremamente favorável, citando: "Este livro irá tomar de assalto o campo da economia política, e ninguém interessado nestes tópicos podemos nos dar ao luxo de ficar sem ele."
Em um artigo de perspectiva de 2017 no The Washington Post sobre possíveis conexões libertárias com a direita alternativa, John Ganz escreveu uma crítica citando que o livro de Hoppe "cita estudos ilusórios sobre as diferenças de QI inerentes à raça para apoiar seus argumentos, apresenta uma defesa 'anarcocapitalista' da segregação como prerrogativa dos proprietários, e é tão descaradamente anti-igualitária que duvida da humanidade básica das pessoas que não se enquadram no seu esquema ideológico."

## Histórico de publicação
- Editores de transações [New Brunswick, NJ] (2001)
  - Capa dura. Arquivado em 2022-12-01 no Wayback Machine  </link>ISBN 0765800888 .
  - Brochura. Arquivado em 2022-12-01 no Wayback Machine  </link>ISBN 0765808684 .
- Routledge (2017)
  - Edição de audiolivro.
  - Narrado por Paul Strikwerda.
  - Áudio no Mises Institute
  - On-line no SoundCloud